# 孙钟 (河南)
孙钟（?—?）字震东，河南开封人，中华民国政治人物。

## 生平
中华民国元年（1912年），他和刘积学、陈景南、阮庆澜等人被河南省选为北京临时参议院议员。民元国会成立后，他任议员。1915年，汪彭年将《神州日报》卖给了支持帝制的议员孙钟，为袁世凯称帝制造舆论。后来他曾任护法国会众议院议员。